# Werner Tönges
Werner Tönges (* 21. Januar 1936) ist ein ehemaliger deutscher Fußballspieler. Er hat von 1963 bis 1968 beim Wuppertaler SV in der damals zweitklassigen Fußball-Regionalliga West 105 Punktspiele absolviert und 30 Tore erzielt. Zuvor hatte der Offensivspieler in der damals erstklassigen Fußball-Oberliga West 43 Spiele mit zehn Toren bestritten.

## Karriere
Der zumeist als Halbstürmer im damaligen WM-System agierende Werner Tönges, wechselte zur Saison 1957/58 von FC Solingen 95 aus der Landesliga Niederrhein in die Oberliga West zu den „Löwen“ von Sportfreunde Hamborn 07. Die Schwarz-Gelben waren als Meister der 2. Liga West wieder in die Oberliga zurückgekehrt. An der Seite der Mitspieler Rolf Schafstall und Horst Jesih erzielte der Mann aus Solingen in 15 Ligaspielen drei Tore. Hamborn stieg als Tabellenschlusslicht aber wieder in die 2. Liga ab. Tönges schloss sich dem zweiten Absteiger, dem Wuppertaler SV an und spielte ab der Saison 1958/59 mit dem WSV in der 2. Liga West. Im ersten Jahr in Wuppertal, 1958/59, erlebte er die Fußballkünste von Horst Szymaniak und 19 Tore des Mittelstürmers Ulrich Kohn. Tönges hatte in 30 Spielen 13 Tore erzielt und der WSV den fünften Rang belegt. In der zweiten Saison bei der Elf aus dem Stadion am Zoo, 1959/60, holte Tönges mit 28 Treffern in 28 Spielen überlegen die Torjägerkrone. Die Elf von Trainer Willibald Kreß verblieb punktgleich mit den Aufsteigern SV Sodingen und TSV Marl-Hüls – alle drei Mannschaften wiesen 41:19 Punkte auf – wegen des schlechteren Torverhältnisses als Tabellendritter in der 2. Liga. In der ersten Saison von Robert Gebhardt als Trainer, 1961/62, glückte Tönges als Vizemeister mit Wuppertal der Aufstieg in die erstklassige Oberliga West. In der Torschützenliste belegte er mit 26 Treffern in 30 Spielen hinter Hans-Otto Peters von Meister Bayer Leverkusen (29 Tore) ebenfalls den zweiten Rang. Zur Vizemeisterelf gehörten Mitspieler wie Helmut Domagalla (Torhüter), Erich Haase, Erich Ribbeck, Vitus Sauer, Günther Glomb, Günter Augustat, Axel Kiefer und Kurt Schulz. Insgesamt hat der torgefährliche Halbstürmer in der 2. Liga West von 1958 bis 1962 in 116 Spielen 83 Tore für Wuppertal erzielt. Am 4. März 1962 war Tönges im Repräsentativspiel in Wuppertal in der Elf von Westdeutschland gegen Berlin aufgelaufen. Beim 3:2-Erfolg des Gastgebers spielte er auf Halbrechts und die Vereinskollegen Augustat und Sauer waren auch im Einsatz.
Im letzten Jahr der alten erstklassigen Oberliga, 1962/63, reichte es für Wuppertal lediglich zum 15. Rang. In 28 Spielen hatte Tönges sieben Tore erzielt. Da er gemeinsam mit Kurt Schulz (7 Tore) und Günter Augustat (6 Tore) die interne Torschützenliste anführte, waren die 43 erzielten Tore des WSV, bei 66 Gegentreffern, nicht ausreichend um eine bessere Platzierung zu erreichen. Die Heimbilanz von 14:16 Punkten war ungenügend, die Auswärtsbilanz von 6:24 Punkten vernichtend. Am letzten Oberligaspieltag, den 11. Mai 1963, verabschiedeten sich Tönges und Kollegen mit einem 1:0-Heimerfolg gegen Borussia Dortmund aus der Oberligaära.
Nach der neuen Ligenstruktur mit Bundesliga und dem Unterbau der Regionalligen, spielte Tönges mit Wuppertal zur Saison 1963/64 in der Regionalliga West. Da der DFB-Pokal des Jahres 1963 erst kurz vor Rundenbeginn 1963/64 ausgespielt wurde, kam Tönges in der ersten Hauptrunde in den zwei Spielen (ein Wiederholungsspiel) gegen den KSV Hessen Kassel zum Einsatz. Im Viertelfinale glückte am 31. Juli ein 1:0-Heimerfolg gegen Borussia Neunkirchen. Den sportlichen Höhepunkt stellte das Halbfinalspiel am 7. August vor 38.000 Zuschauern im Stadion am Zoo gegen den Hamburger SV dar. Die Mannen um Uwe Seeler und Gert Dörfel zogen mit einem knappen 1:0-Erfolg in das Finale ein. Unter Trainer Robert Gebhardt kam er am Starttag, den 4. August 1963, beim 2:1-Heimerfolg gegen die von Hennes Weisweiler trainierte Viktoria Köln zu seinem Regionalligadebüt. Das WSV-Innentrio setzte sich aus Manfred Reichert, Werner Tönges und Emil Meisen zusammen. Die Rot-Blauen vom Stadion am Zoo errangen mit Spielern wie Günter Augustat, Erich Haase, Günter Jäger, Jürgen Papies, Manfred Reichert, Emil Meisen und Tönges hinter Meister Alemannia Aachen die Vizemeisterschaft. Tönges hatte in 34 Spielen 14 Tore erzielt. Sie verloren aber die zwei Qualifikationsspiele zum Einzug in die Aufstiegsrunde zur Bundesliga gegen den Südwestvertreter FK Pirmasens (0:2/1:2).
Es folgten drei Runden mit einstelligen Platzierungen, aber ohne Chance in die Bundesligaaufstiegsrunde einzuziehen. Im dritten Tainerjahr des ehemaligen Dortmunder Meisterspielers Alfred Preißler, 1967/68, kämpfte der WSV mit Tönges um den Klassenerhalt. Die Abgänge von Augustat, Haase, Papies und Horst Stockhausen konnten nicht kompensiert werden und Preißler wurde bereits im Laufe der Hinrunde durch Kuno Klötzer ersetzt. Mit dem 15. Rang glückte in der 18er-Staffel knapp der Klassenerhalt. Tönges hatte 23 Spiele absolviert und neun Tore an der Seite von Mitspielern wie Rolf Müller, Manfred Reichert, Willi Esskuchen, Frank Kreinberg, Emil Meisen, Hans-Peter Kirchwehm, Horst Arnrich, Rainer Plich, Horst Heese und Erich Miß erzielt. Nach insgesamt 105 Regionalligaspielen mit 30 Toren endete im Sommer 1968 die Vertragsspielerlaufbahn von Werner Tönges.
Bei seinem Jugendverein FC Solingen 95 ließ er seine Karriere ab 1968/69 ausklingen.